# ズービン・メータ
ズービン・メータ（Zubin Mehta, ヒンディー語: ज़ूबिन मेहता [ˈzuːbɪn ˈmeːɦt̪aː] 1936年4月29日 - ）は、インド出身の指揮者。

## 人物・来歴
ボンベイのゾロアスター教徒（パールシー）の家庭に生まれる。ペルシア系の祖先を持つ。母語はグジャラート語である。父メーリ・メータも指揮者であり、地元のボンベイ交響楽団の指揮者として活動した。
1954年にウィーン国立音楽大学に留学し、指揮法の名教師として名高いハンス・スワロフスキーに指揮を学ぶ。1956年の夏にはクラウディオ・アバド、ダニエル・バレンボイムとともにカルロ・ゼッキの指揮のクラスに参加した。以来アバド、バレンボイムとは長きにわたる友人となった。
1958年にリヴァプール国際指揮者コンクールで優勝し、一躍注目される。
1959年にはウィーン・フィルハーモニー管弦楽団、ベルリン・フィルハーモニー管弦楽団、イスラエル・フィルハーモニー管弦楽団を指揮してデビューし、大成功を収める。
1961年からモントリオール交響楽団の音楽監督、1962年からロサンジェルス・フィルハーモニックの音楽監督に就任し、それぞれ1967年と1978年まで在任した。ロサンジェルス辞任後、ニューヨーク・フィルハーモニックの音楽監督に就任し、1991年まで在任した。
1985年にはフィレンツェ五月音楽祭管弦楽団の首席指揮者に就任し、1996年には同歌劇場と日本公演を行った。
2004年1月よりミュンヘン・フィルハーモニー管弦楽団名誉指揮者。2006年6月までミュンヘンのバイエルン州立歌劇場音楽総監督。
2006年10月にバレンシアに開館された芸術科学都市のソフィア王妃芸術宮殿にて毎年開催される地中海音楽祭の総裁を務め、2008年～2009年にかけてラ・フラ・デルス・バウス演出、ワーグナーのニーベルングの指環を指揮する。

## 過去の実績
1965年にメトロポリタン歌劇場でヴェルディの『アイーダ』、ザルツブルク音楽祭でモーツァルトの『後宮からの誘拐』を指揮し大成功を収めた。各地での野外オペラや、三大テノールといった大きなイベントをまとめ上げる手腕は、高く評価されている。2007年ダン・デイヴィッド賞、2008年第20回高松宮殿下記念世界文化賞の音楽部門を受賞。

## ウィーン・フィルとの関係
これまで5度、ウィーン・フィルハーモニー管弦楽団による新年恒例のニューイヤーコンサートの指揮台に立った（1990年、1995年、1998年、2007年、2015年）。ニューイヤーコンサート登場5回は、ヴィリー・ボスコフスキー、クレメンス・クラウス、ロリン・マゼールに次ぐ第4位の多さであり、年替わり制となってから登場した指揮者としては最多である。ウィーン・フィルとの関係は深く、1997年にウィーン国立歌劇場名誉会員となり、2001年にウィーン・フィルの名誉団員、2007年にウィーン楽友協会名誉会員となった。ウィーン・フィルへの初登場は1962年のザルツブルク音楽祭である。

## イスラエル・フィルとの関係
イスラエル・フィルハーモニー管弦楽団では、1968年より音楽顧問、1977年より音楽監督、1981年より終身音楽監督に就任している。1991年に湾岸戦争が起きた時、ニューヨーク・フィルとの日程をすべてキャンセルして現地に飛び、連日イスラエル・フィルと無料演奏会を行なった。リハーサルなしで多くの交響曲を日替わりで演奏し、人々を鼓舞したという。なお、最後の曲目はグスタフ・マーラーの交響曲第2番『復活』だった。自身はユダヤ人ではないが、熱烈な親ユダヤ・親イスラエル主義者として知られる。イスラエル・フィルハーモニー管弦楽団での長年の貢献により1991年にイスラエル賞特別賞を受賞した。2019年10月をもって、音楽監督を退任する意向を自身の公式サイトにて発表した。

## 日本との関係
1969年以来、たびたび来日している。
- 1969年に初来日（ロサンジェルス・フィル）。
- 1969年、読売日本交響楽団に初客演。
- 1977年、読売日本交響楽団に2度目の客演。ワーグナーの楽劇『ニュルンベルクのマイスタージンガー』より前奏曲、シェーンベルクの『浄められた夜』、ベートーヴェンの交響曲第7番を指揮。
- 1984年、ニューヨーク・フィルと来日。バーンスタイン『キャンディード』序曲、コープランド『静かな都市』、ガーシュウィン『パリのアメリカ人』、ドヴォルザーク交響曲第9番『新世界より』を指揮、大阪城ホール。
- 2003年、イスラエル・フィルと来日。マーラーの交響曲第6番『悲劇的』を指揮。東京文化会館での演奏は、メータの意志によりイラクのティクリートで殺害された日本人外交官2人に捧げられた。
- 2009年、ウィーン・フィルと来日。リヒャルト・シュトラウスの『英雄の生涯』、ベートーヴェンの交響曲第7番などを指揮。
- 2010年、イスラエル・フィルと来日。マーラーの『巨人』、ストラヴィンスキーの『春の祭典』、ベートーヴェンの交響曲第6番『田園』、交響曲第7番などを指揮。
- 2011年3月、フィレンツェ歌劇場を率いて来日したが、11日に都内で東北地方太平洋沖地震（東日本大震災）に遇った。13日に横浜で『トスカ』、14日には東京で『運命の力』を演奏したが、公演は同時に発生した福島原発事故の影響を危惧するフィレンツェ市長の帰国命令によって日程半ばで中止となった。報道機関の取材に対し「日本の友人たちのために何も演奏できず、去るのは悲しい」と涙しながら、「音楽の力で人々を励ます場面が絶対に訪れると信じている」と危機的状況における芸術の重要性を訴えた[3]。
- 2011年4月10日、震災の影響で外国人指揮者の演奏会の多くがキャンセルとなる中、「東京・春・音楽祭―東京のオペラの森―」公演においてベートーヴェンの『第九』を指揮。渾身の演奏で熱狂的なスタンディング・オベーションを巻き起こした。会場は東京文化会館、管弦楽はNHK交響楽団。ソリストは並河寿美[4]、藤村実穂子、福井敬、アッティラ・ユン。合唱は東京オペラシンガーズ（合唱指揮：宮松重紀）。公演の収益が全額寄付されるチャリティー・コンサートであった。『第九』演奏に先立って、メータのスピーチおよび震災犠牲者への黙祷が行われ、J.S.バッハの『G線上のアリア』が演奏された。N響とは、マーラーの『巨人』（N響創立70周年記念演奏会）以来2度目の共演となった。
以下は、公演に先立って発表されたコメントである。

「今月のフィレンツェ歌劇場日本公演を無念にも途中で切り上げなければならなくなって以来、この偉大な国、日本を襲った未曾有の悲劇の後に、何かこの国の素晴らしい人々を助けられることがないかと考えておりました。
この度、厳しい苦境に立たされている多くの人々を勇気づける機会を与えてくださったNHK交響楽団、東京・春・音楽祭、そしてサントリーホールの皆さん、それにフィレンツェ歌劇場日本公演を主催したNBS（日本舞台芸術振興会）にも感謝したいと思います。」—2011年3月27日 ズービン･メータ
- 2019年11月、ベルリン・フィルと来日公演を行った。ベートーヴェンの3番、R.シュトラウスのドン・キホーテ、そしてブルックナーの8番を演奏した。千秋楽のブルックナー8番の公演では、終結部のコーダで、座って指揮していたメータが立ち上がり楽曲を締めくくった。

## レコーディング
デッカ、CBSソニー、ワーナーなどで録音を残している。ウィーン・フィルと録音したマーラーの『復活』や、ロサンジェルス・フィルハーモニックと録音したリヒャルト・シュトラウスの管弦楽曲、ストラヴィンスキーの『春の祭典』は、評価が高い。オペラ作品の録音も多い。

## 私生活
最初の妻はカーメン・ラスキー。現在の妻は女優のナンシー・コヴァック。